# Elefanten (musikalbum)
Elefanten är ett musikalbum från 1977 med den svenska rockgruppen Kebnekajse.
Inspelningen gjordes vintern 1976-77 av Anders Lind i Studio Decibel och mixningen våren 1977 av Anders Lind och Kebnekajse.  Skivan är utgiven av Silence Records (SRS 4642).

## Låtlista

### Sida A
1. Ingenting (Kenny Håkansson, 4:44)
2. Saab Mustang (Mats Glenngård, 5:33)
3. Lantluft (Kenny Håkansson, 4:52)
4. Elefantens strävan mot Nirvana (Kenny Håkansson, 6:20)

### Sida B
1. Grabbarnas afton (Mats Glenngård, 12:21)
2. Halling från Ekshärad (trad., arr.: Kebnekajse, 6:43)

## Medverkande musiker
- Hassan Bah, conga, tamburin, timbales
- Pelle Ekman, trummor
- Åke Eriksson, trummor
- Mats Glenngård, fioler, mandoliner
- Pelle Holm, trummor
- Kenny Håkansson, gitarrer, trall och vissling
- Thomas Netzler, bas